# Марк Валерій Волуз Максим
Марк Вале́рій Волу́з Макси́м (лат. Marcus Valerius Volusus Maximus; ? — 499 до н. е.) — політичний, державний і військовий діяч часів ранньої Римської республіки, консул 505 до н. е.

## Життєпис
Походив з патриціанського роду Валеріїв. Молодший син Волузія Валерія. Про молоді роки мало відомостей.
Разом із братом Публієм Валерієм Публіколою підтримав Марка Юнія Брута проти царя Тарквінія Гордого. У 509 до н. е. брав участь в боротьбі з військом поваленого царя Тарквінія. Допомагав братові у посиленні впливу роду Валеріїв у римському сенаті. Марк Валерій Волуз разом з Публіколою увійшли до невеликої групи сенаторів, які визначали політику в перші роки республіки.
У 508 до н. е. відзначився у війні проти царя Порсени. Згодом амагався перешкодити Горацію в освяченні храму Юпітера, намагаючись відтягнути час до повернення свого брата Валерія Потіта, щоби той виконав цей обряд. Освячення храму Юпітера, закладеного ще Тарквінієм Гордим (він також повинний був провести обряд освячення), означало наслідування прав верховного жерця, тобто перетворювало цю людину на першу в державі. Втім Марк Валерій Волуз не досяг мети, й Горацій освятив храм Юпітера.
У 505 до н. е. його обрано консулом разом з Публієм Постумієм Тубертом. Під час своєї каденції вів успішну війну проти сабинян. За це отримав право на тріумф і земельну ділянку на пагорбі Палатин, де згодом звів палац.
У 501 до н. е. відправлено до латинських міст, щоб відмовити від підтримки колишнього царя Тарквінія Гордого та його зятя Октавія Мамілія, проте усі намагання були марними.
У 499 до н. е. був учасником битви при Регілльському озері проти об'єднаних сил латинян, які підтримали царській рід Тарквініїв. У цій битві римляни перемогли, але Марк Валерій Волуз Максим загинув.

## Родина
- Маній Валерій Волуз Максим, диктатор 494 до н. е.
- Луцій Валерій Потіт, консул 483 і 470 до н. е.